# ファブローニ (クレーター)
ファブローニ(Fabbroni)は、月の静かの海の北端に沿って、北部で晴れの海とつながる部分の東端に存在する小さな衝突クレーターである。南東にはウィトルウィウスがある。ファブローニは、国際天文学連合によって固有の名前が与えられるまでは、ウィトルウィウスEとして知られていた。
内部が円錐状の円形のクレーターで、内壁は徐々に落ち込んでいき、中心には小さな底面がある。北の縁は、アルゲウス山の南東の側面に沿っている。